# Jalalabad (Shahjahanpur)
Jalalabad is een stad en gemeente in het district Shahjahanpur van de Indiase staat Uttar Pradesh. 

## Demografie
Volgens de Indiase volkstelling van 2001 wonen er 31.112 mensen in Jalalabad, waarvan 53% mannelijk en 47% vrouwelijk is. De plaats heeft een alfabetiseringsgraad van 50%. 